# Escola Secundária de Gondomar
A Escola Secundária de Gondomar localiza-se na Rua do Monte Crasto junto ao Bairro com o mesmo nome. Esta escola foi inaugurada em 1917 com o nome de Escola Comercial de Gondomar, e só em novembro de 1963 se inaugurou a Escola Secundária de Gondomar. No ano de 2008 a escola celebra os seus 90 anos. Nesse mesmo ano foi feita uma remodelação na escola e uma expansão.

## História
A escola nasceu a partir do decreto nº 2609-E, de setembro de 1916, do Ministério da Educação Pública, que dotou o concelho de uma escola de Desenho Industrial. A sua abertura efetiva ocorreu em dezembro de 1917, em Valbom, no lugar de Lamas.
Em dezembro de 1918 recebeu a designação de Escola de Artes e Ofícios e, em Março do ano seguinte, passou a denominar-se Escola de Ourivesaria de Gondomar. Nessa época comportava em seu quadro de pessoal um professor de desenho e um mestre de ourivesaria.
Recebeu nova designação em dezembro de 1921 – Escola Industrial de Gondomar – e orientou-se para a formação de ourives e marceneiros, trabalhadores especializados dos sectores industriais característicos do concelho. À época, incluía no seu quadro onze elementos, dos quais oito eram docentes.
Em julho de 1930 passou a denominar-se Escola Industrial Marques Leitão e contava então com sete docentes. Devido à degradação do edifício de Valbom e porque a maior parte dos alunos pertencia a São Cosme, em Dezembro de 1945, o estabelecimento foi para lá transferido, sendo instalado na Quinta da Igreja, alugada para o efeito.
Em 1948 a escola foi submetida a grande renovação, adquirindo novo nome – Escola Industrial e Comercial de Gondomar – e oferecendo novas formações – os cursos de Comércio e Costura -, além dos já existentes de Marcenaria e de Ourivesaria.
A década de 1950 foi marcada por uma profunda crise: as instalações mantinham-se precárias, os cursos eram insuficientes e a frequência de alunos reduzida.
Em novembro de 1963 a escola mudou-se para as suas atuais instalações, constituídas por um edifício central e um bloco oficinal, erguidos de raiz.
Em 1968 funcionavam na escola os cursos gerais de Comércio e de Formação Feminina, diurnos e noturnos, e o curso de Carpinteiro-Marceneiro. No ano seguinte (1969), o Conselho Escolar aprovou o pedido de criação do curso de Serralharia.
No ano letivo de 1971-1972, foi introduzido o 6.º ano em regime de aperfeiçoamento, para além do 1.º e 2.º anos Preparatórios e do 3.º, 4.º e 5.º anos do Curso Geral.
No ano letivo de 1974-1975, concretizou-se a criação dos Cursos Complementares e, em 1975-1976, a introdução do Curso Unificado (7.º ano). Em abril de 1978, a escola recebeu o seu nome actual – Escola Secundária de Gondomar – e, no ano de 1978-1979, entraram em vigor os novos Cursos Complementares do Ensino Secundário, organizados por áreas de estudo, abrangendo um ciclo de dois anos (10º e 11º anos) e um ano terminal (12º ano). À escola foram atribuídas todas as áreas, à exceção de Introdução às Artes Visuais.
No ano letivo de 1992-1993, foi introduzida a nova estrutura curricular, que consagrou a escolaridade obrigatória de nove anos (ensino básico) e o ensino secundário de três anos.
No ano letivo 2004-2005 a escola sofreu uma profunda remodelação com a construção de um pavilhão desportivo e a expansão do bloco central, com mais dez salas de aula e um centro de recursos.

## Abertura oficial da escola
"Comunico a V. Exª que no dia 3 do corrente (Dezembro de 1917) abri as aulas do curso de desenho industrial desta escola"
Ofício do Director da Escola para o chefe da Repartição da Instrução Industrial e Comercial.

## Alguns números
- Em 1917 existia um único empregado, que possuía múltiplas funções. Nessa altura havia igualmente apenas um professor e desempenhava as funções de diretor e empregado de secretaria. Frequentavam 120 alunos.

- Em 1967 existiam 58 professores e mestres, 1 chefe de secretaria e mais 3 funcionários. A escola tem uma frequência de 1247 alunos.[2]

- Em 2007 possuía 189 professores, 36 auxiliares de educação, 3 funcionários administrativos e 3 funcionários técnicos, para uma população estudantil de 1752 alunos.[1]

## Cursos atualmente existentes
- Cursos Científico-Humanísticos
  - Curso de Ciências e Tecnologias
  - Curso de Ciências Socioeconómicas
  - Curso de Línguas e Humanidades
- Cursos Profissionais
  - Curso Profissional de Técnico de Gestão e Programação de Sistemas Informáticos
  - Curso Profissional de Técnico de Frio e Climatização
  - Curso Profissional de Auxiliar de Farmácia
  - Curso Profissional de Técnico de Eletrónica, Automação e Computadores
  - Curso Profissional de Técnico Administrativo